# 中華民國天文學會
中華民國天文學會（縮寫ASROC，原名中國天文學會）是由台灣天文學家組成的專業學會，國際天文聯會會員，現會址設在國立清華大學天文研究所。

## 歷史
1922年11月30日，中國天文學會成立於北京古觀象台，首任會長高魯。因國共內戰與國民政府遷台關係，1948年在南京舉行最後一屆大會後會務被迫中斷。後於1958年3月10日由高平子、蔣丙然、鄭子政等人倡議推動並主持在台灣復會，當時會址在中央氣象局天文觀測所內；同年6月8日舉行成立首屆會員大會，由1999年起每年定期舉辦天文年會。2008年5月31日經由會員大會決議改為現名。2012年10月23日使用現在之會徽。
現任理事長是國立清華大學特聘教授江國興。

## 出版刊物
- 臺北市立天文館學報（Journal of Taipei Astronomical Museum）：與台北市立天文科學教育館合作。

## 獎項
- 特殊貢獻獎：對台灣天文學界有特殊貢獻者。
- 名譽會員
- 臺北天文館學報編輯獎

## 外部連結
- 中華民國天文學會（页面存档备份，存于）
- 臺北星空41期 中國天文學會在臺灣 陶蕃麟